# زرقان بيت محارب (ويس)
زرقان بیت محارب (بالفارسية: بیت‌محارب) هي منطقة سكنية تقع في إيران في قسم ويس الريفي. يقدر عدد سكانها بـ 1,215 نسمة .